# 中野村 (新潟県中魚沼郡)
中野村（なかのむら）は、かつて新潟県中魚沼郡にあった村。

## 沿革
- 1889年（明治22年）4月1日 - 町村制施行に伴い中魚沼郡伊勢平治村、高原田村、鶴吉村、霜条村、坪山村、友重村、宗正村、弘道新田が合併し、中野村が発足。
- 1922年（大正11年）11月1日 - 中魚沼郡千手町村と合併して千手村となり消滅。